# Carl Heeser
Carl Eberhard Wilhelm Heeser (* 25. Oktober 1792 in Frankfurt am Main; † 27. Februar 1873 in Wiesbaden) war ein deutscher Jurist und Abgeordneter.
Heeser war der Sohn des Frankfurter Kaufmanns Johann Wilhelm Eberhard Heeser d. J. (zur Abgrenzung zum gleichnamigen Großvater) († 10. Juni 1817 in Homburg vor der Höhe) und dessen Ehefrau Elisabetha Charlotte geborene Winter (* 17. März 1765 in Diez) der  Tochter des Hofprediger und Konsistorialrates Johann Samuel Winter.
Heeser, der evangelischer Konfession war, heiratete am 8. Mai 1818 in Dillenburg Caroline Henriette Wilhelmine von Diepenbroik (* 25. Oktober 1792 in Dillenburg; † 19. Januar 1823), der Tochter des Oberforstmeisters Friedrich Adolf Quirin von Diepenbroik und der Sophie Hartig. Nach dem Tod der ersten Ehefrau heiratete er ca. 1830/31 deren Schwester Jenie von Diepenbroik (* 13. April 1806 in Dillenburg).
Heeser studierte Rechtswissenschaft und wurde 1815 Prokurator und Advokat am Appellationsgericht Dillenburg. Von 1822 bis 1831 war er Prokurator und Advokat am Appellationsgericht Wiesbaden und 1831–1866 Prokurator und Advokat am Oberappellationsgericht Wiesbaden. 1873 wurde er Rechtsanwalt und Prokurator am Appellationsgericht Wiesbaden.
1846–1848 war er Mitglied der Deputiertenkammer des Landtags des Herzogtums Nassau, gewählt aus der Gruppe der Grundbesitzer, Wahlkreis Wiesbaden. 1848 gehörte er dem Frankfurter Vorparlament an.